# Evguenia Khassis
Evguenia Daniilovna Khassis (en russe : Евгения Данииловна Хасис), née le 11 septembre 1985 à Moscou, est une militante ultra-nationaliste russe qui purge une peine de 18 ans de prison pour complicité dans l'assassinat de l'avocat Stanislas Markelov et de la journaliste Anastasia Babourova à Moscou le 19 janvier 2009.

## Biographie

### Enfance
Elle est la fille de Daniel G. Khassis (né en 1957) et de Elena Nikolaevna (1961-2009). 

### Débuts
Evguenia a travaillé comme bénévole pour Rousskii Verdict, organisation qui aide les nationalistes condamnés.

### Implication dans le mouvement ultra-nationaliste
Elle a été condamnée en mai 2011 avec son compagnon Nikita Tikhonov (membre d'un groupe nationaliste et condamné à perpétuité) pour complicité dans l'assassinat de l'avocat Stanislav Markelov (spécialisé dans la défense des droits de l'homme) et de la journaliste Anastasia Babourova (qui travaillait pour le journal d'opposition Novaïa Gazeta). Ceux-ci avaient été tués par balle en pleine rue le 19 janvier 2009 à Moscou, à la sortie d'une conférence de presse. Cela faisait suite à la dénonciation par Stanislav Markelov de la libération anticipée de l'ex-colonel russe Iouri Boudanov, condamné pour avoir étranglé une jeune fille de 18 ans alors qu'il servait en Tchétchénie. La journaliste avait été blessée en tentant d'arrêter le tireur, avant de succomber à l'hôpital.